# Spitzahorn
Der Spitzahorn (Acer platanoides), auch Spitzblättriger Ahorn genannt, ist eine Pflanzenart aus der Gattung der Ahorne (Acer) innerhalb der Familie der Seifenbaumgewächse (Sapindaceae). Um seine Zugehörigkeit zur Gattung der Ahorne zu betonen, ist in der Botanik die Bindestrichschreibweise Spitz-Ahorn üblich.
Der Spitzahorn gehört zu den häufigsten Baumarten in deutschen Städten oder Dörfern und ist besonders zu Frühlingsbeginn auffällig, wenn eine Vielzahl gelbgrüner Blütenstände noch vor dem dunkleren Laubaustrieb Straßen, Alleen und Parks in ein frisches, helles Grün taucht, während viele andere Bäume noch weitgehend kahl sind.

## Trivialnamen
Weitere, heute nicht mehr verwendete Trivialnamen des Spitzahorns sind Lehne, Lenne, Löhne, Leinbaum, Leimbaum, Linbaum (Sachsen), Leinahre (Schweiz), Breitlaub, Breitblatt, Breitlöber, Weinblatt oder Gänsebaum. Darüber hinaus bestehen bzw. bestanden die Bezeichnungen: Norwegischer Ahorn (Schwaben), Polnischer Ahorn (Schwaben), Pommerscher Ahorn (Schlesien), Spitziger Ahorn, Bergahorn (Schwaben), Breitläube (Mark bei Luckau), Breitleben, Breitlehne (Schlesien), Epeler, Flaschebaum (Siebenbürgen bei Schässburg), Gänsefussbaum, Gänssbaum, Lähn (Mecklenburg), Laön (Altmark), Leimahorn (Bayern), Leime, Leinöhre (Schwaben), Lie (Glarus), Lienahorn (Berchtesgaden), Lienbaum (Schwaben), Line, Löhn (Pommern), Löne, Lömme, Lön, Lönne, Lon (Niedersachsen), Großer Milchahorn (Schwaben), Milchbaum, Sallatbaum, Spitzflader (Schlesien), Steinahorn, Waldéscher, Wasserbaum (Österreich am Traunfluss), Weissbaum (Schwäbische Alb), Weinblatt, Welsche, Wittléne und Zuckerahorn.

## Beschreibung und Ökologie

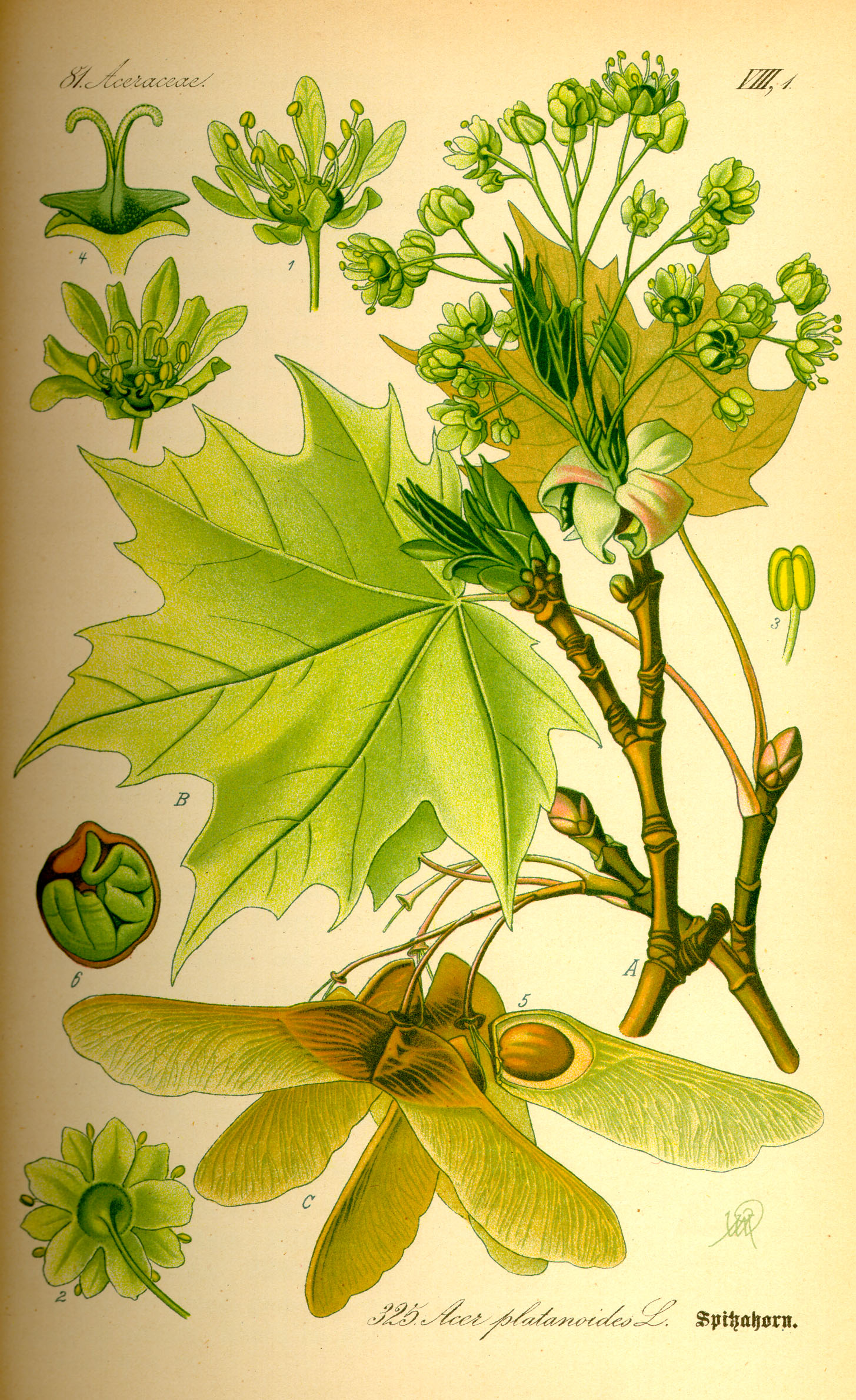
Illustration

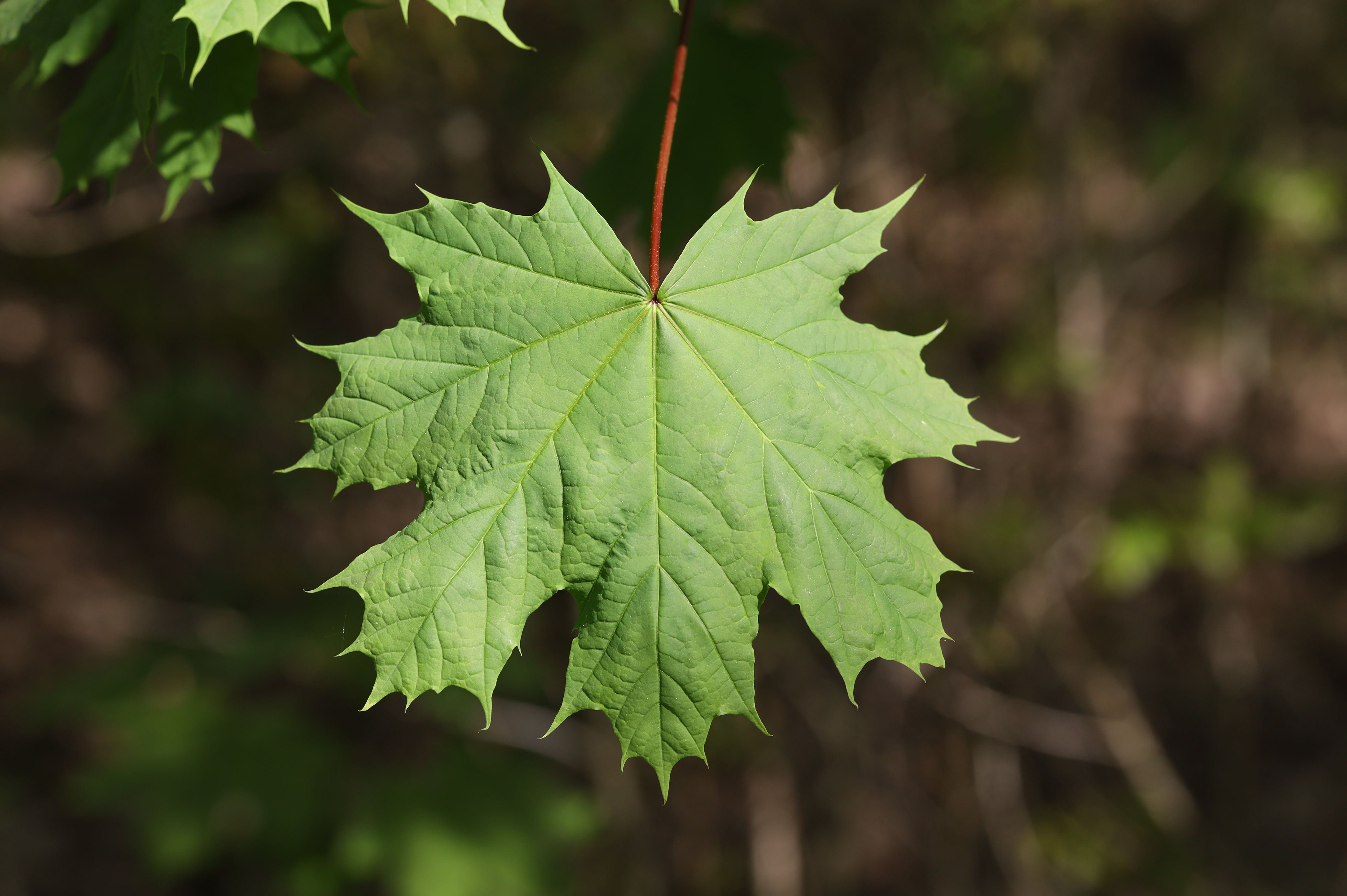
Typisches Blatt

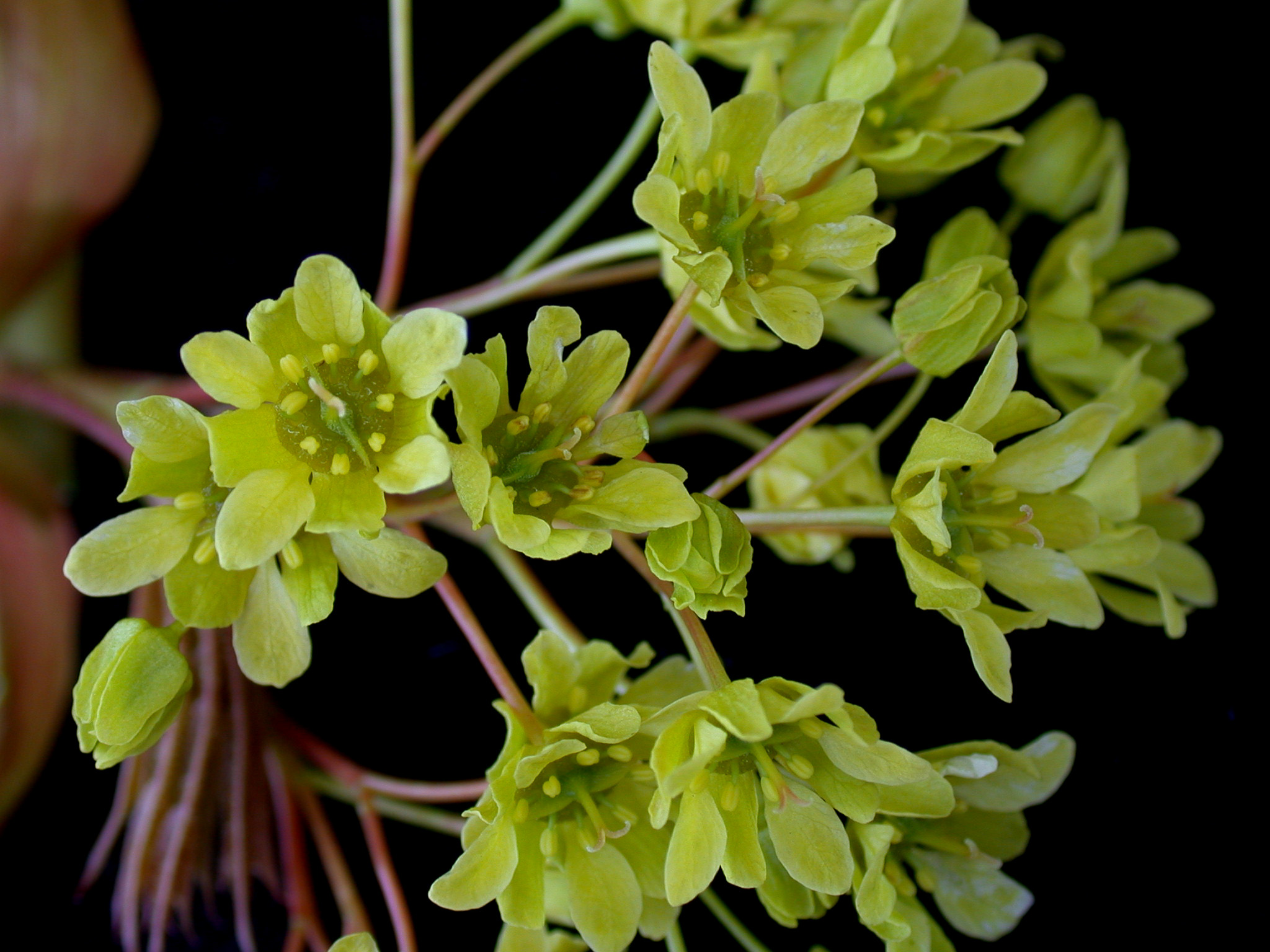
Weibliche Blüten

### Erscheinungsbild und Borke
Der Spitzahorn ist ein sommergrüner, breitkroniger Laubbaum, der eine Wuchshöhe von 20 bis 30 Metern, selten bis über 35 Metern erreichen kann. Der Stammdurchmesser erreicht über 60 Zentimeter, selten bis über 1,7 Meter. Er kann etwa 150, maximal 200 Jahre alt werden. Seine Rinde ist in der Jugend glatt und blassbraun. Im Alter ist die Borke dunkelbraun bis grau mit längsrissig gerippter Struktur; sie löst sich nicht schuppig oder plattig wie beim Berg-Ahorn ab. Bei Verletzung der Laubblätter oder der jungen Zweige tritt Milchsaft aus.

### Blattknospe und Blatt
Die Blattknospen des Spitzahorns besitzen weinrote und kahle Knospenschuppen. Sie sind 3 bis 10 Millimeter lang. Die Endknospen sind schmal- bis breit-eiförmig und größer als die Seitenknospen. Die Seitenknospen sind schmal-eiförmig mit zugespitztem oberen Ende. Sie liegen dem Zweig an und sind kreuzgegenständig angeordnet.
Die gegenständig an den Zweigen angeordneten Laubblätter sind in Blattstiel und -spreite gegliedert. Der Blattstiel ist rinnig, teils rötlich und bis 15 Zentimeter lang. Die dünnledrige, bis 15 Zentimeter lange und bis 20 Zentimeter breite, herzförmige, eiförmige bis rundliche, fein zugespitzte bis geschwänzte, ganzrandige Blattspreite ist handförmig, fünf- bis siebenlappig gelappt bis gespalten. Die Blattlappen sind zugespitzt bis geschwänzt sowie jeweils auf beiden Seiten meist mit ein bis zwei, buchtig entfernten, meist fein spitzen bis zugespitzten Zähnen oder Lappen. Die Buchten zwischen den Blattlappen sind meist stumpf bis spitz. Die Blattoberseite ist dunkelgrün, glänzend und kahl und die Blattunterseite ist heller mit behaarten Adern. Die Herbstfärbung ist intensiv goldgelb bis tiefrot. Die handförmige Nervatur ist meist siebenzählig.

### Blütenstand, Blüte und Frucht
Der Spitzahorn ist einhäusig monözisch und dichogam. Die Blüten erscheinen vor oder mit den Blättern. Wie beim Feld-Ahorn stehen die Blüten des Spitzahorns in aufrechten, endständigen und schirmrispigen Blütenständen zusammen. Die funktionell eingeschlechtlichen und gelb-grünen Blüten sind fünfzählig mit doppelter Blütenhülle. Der Blütenstiel ist 1 bis 2 Zentimeter lang. Die Blüten sind 10 bis 12 Millimeter groß. Kelch und Krone sind leicht unterschiedlich und gelb-grün bis blassgelb. Die eiförmigen Kelch- und die kurz genagelten Kronblätter sind 4 bis 7 Millimeter lang. Die Anzahl der Staubblätter, welche etwas kürzer als die Kronblätter sind, beträgt acht. Der abgeflachte, kahle Fruchtknoten ist oberständig und besteht aus zwei Fruchtblättern. Der Griffel ist kahl und die Narbenäste gelblich bis weißlich. Bei den männlichen Blüten ist ein Pistillode und bei den weiblichen sind Staminodien mit Antheroden vorhanden. Es ist jeweils ein Diskus vorhanden.
Der Spitzahorn bildet Spaltfrüchte in der Form zweiteiliger Flügelnüsse (Samara). Die einsamigen Teilfrüchte besitzen jeweils einen Flügel und sind 4 bis 5 Zentimeter lang und bis zu 15 Millimeter breit. Die Flügel der Teilfrüchte stehen stumpfwinkelig bis waagerecht voneinander ab. Fruchtreife ist im Oktober.

### Chromosomensatz
Die Chromosomenzahl beträgt 2n = 26.

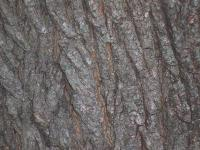
Borke
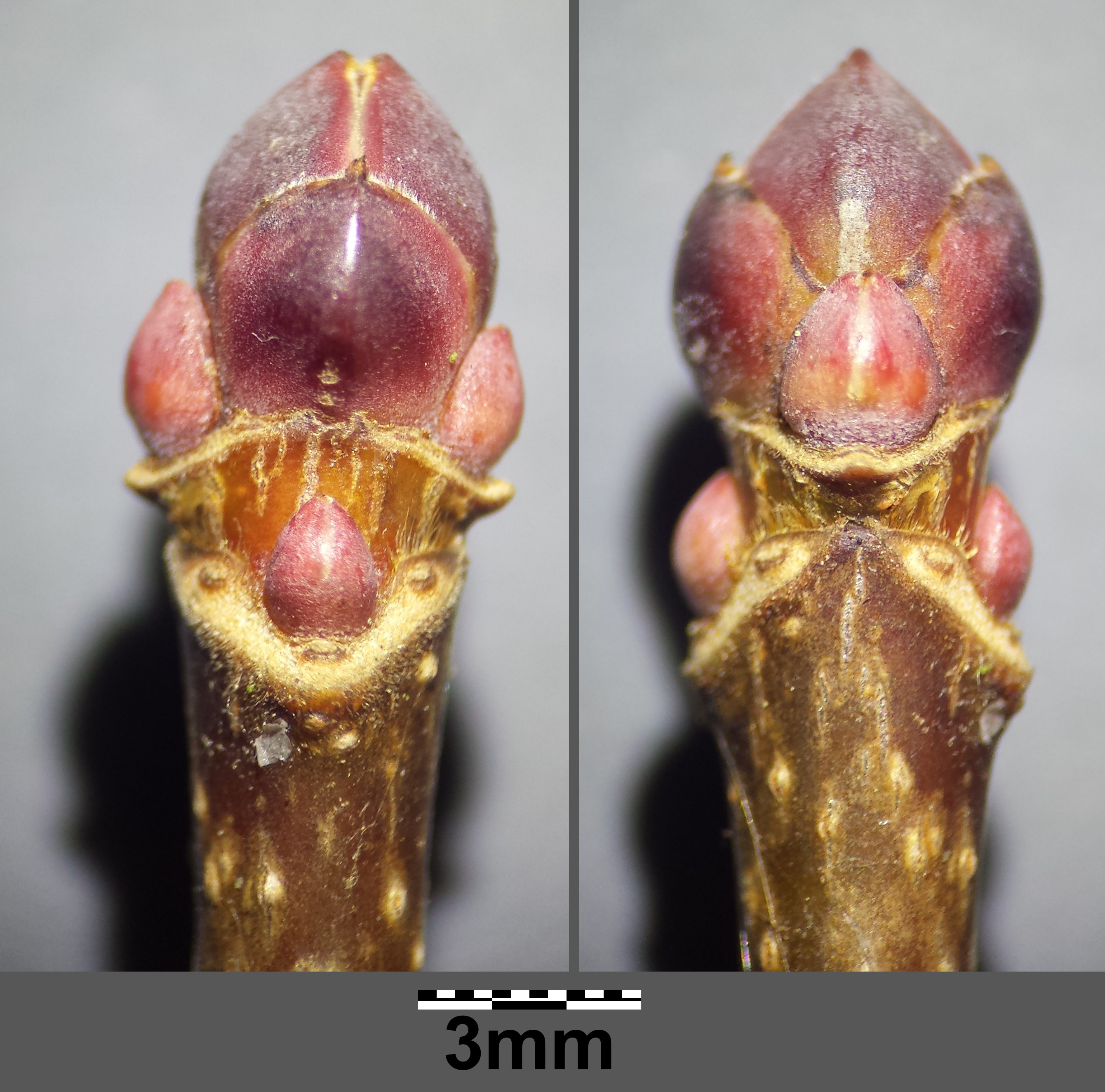
Blattknospen
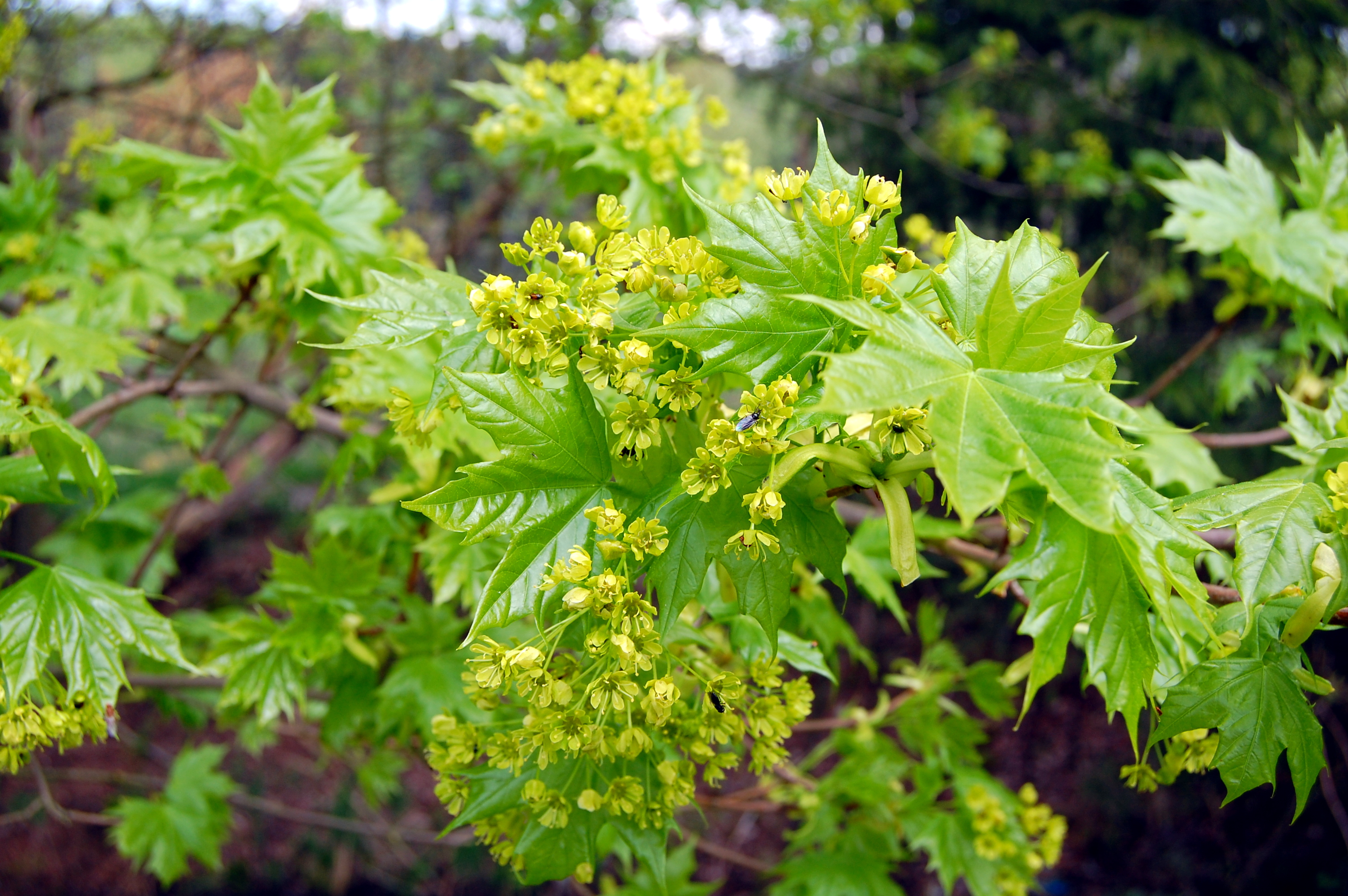
Junge Laubblätter und Blütenstände
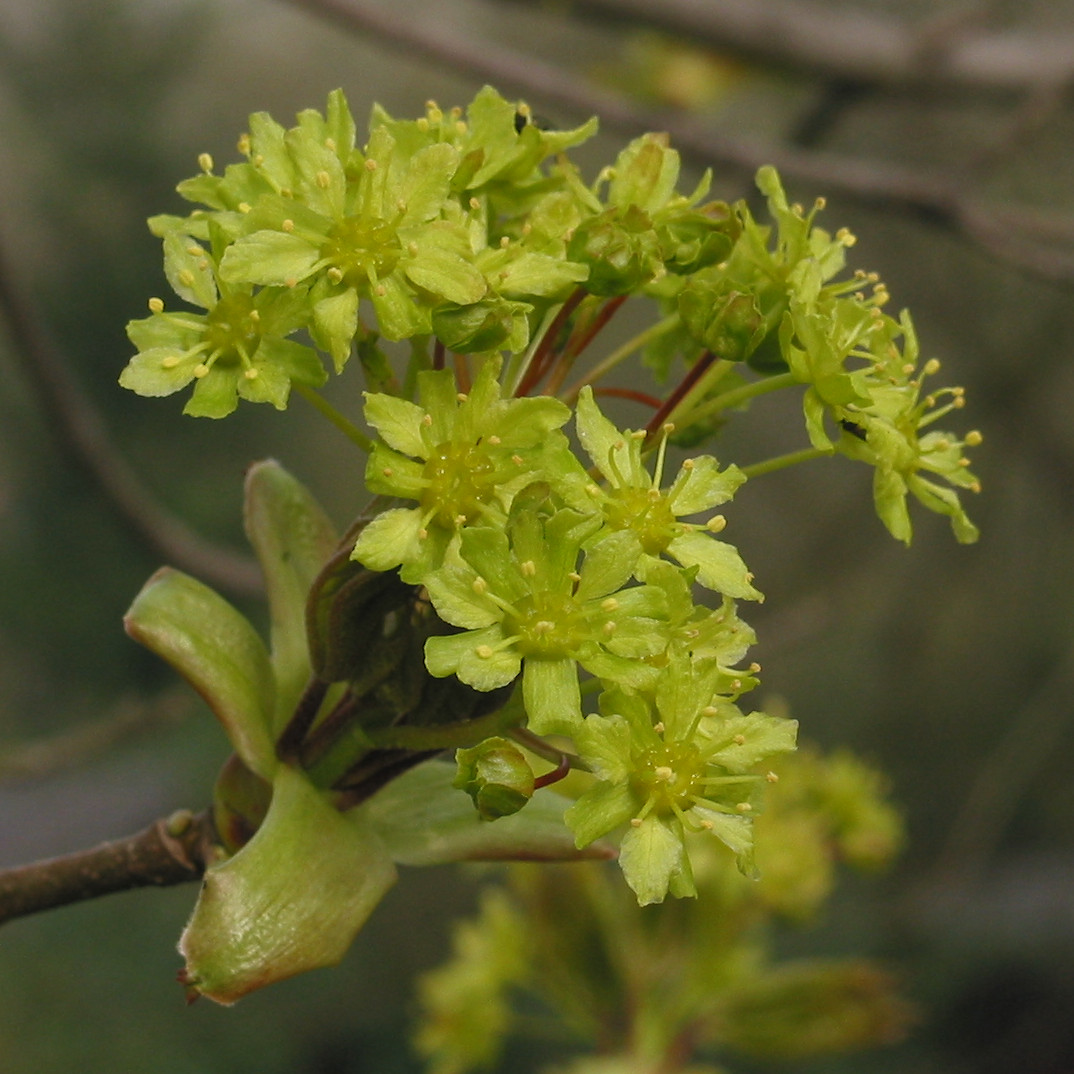
Männlicher Blütenstand
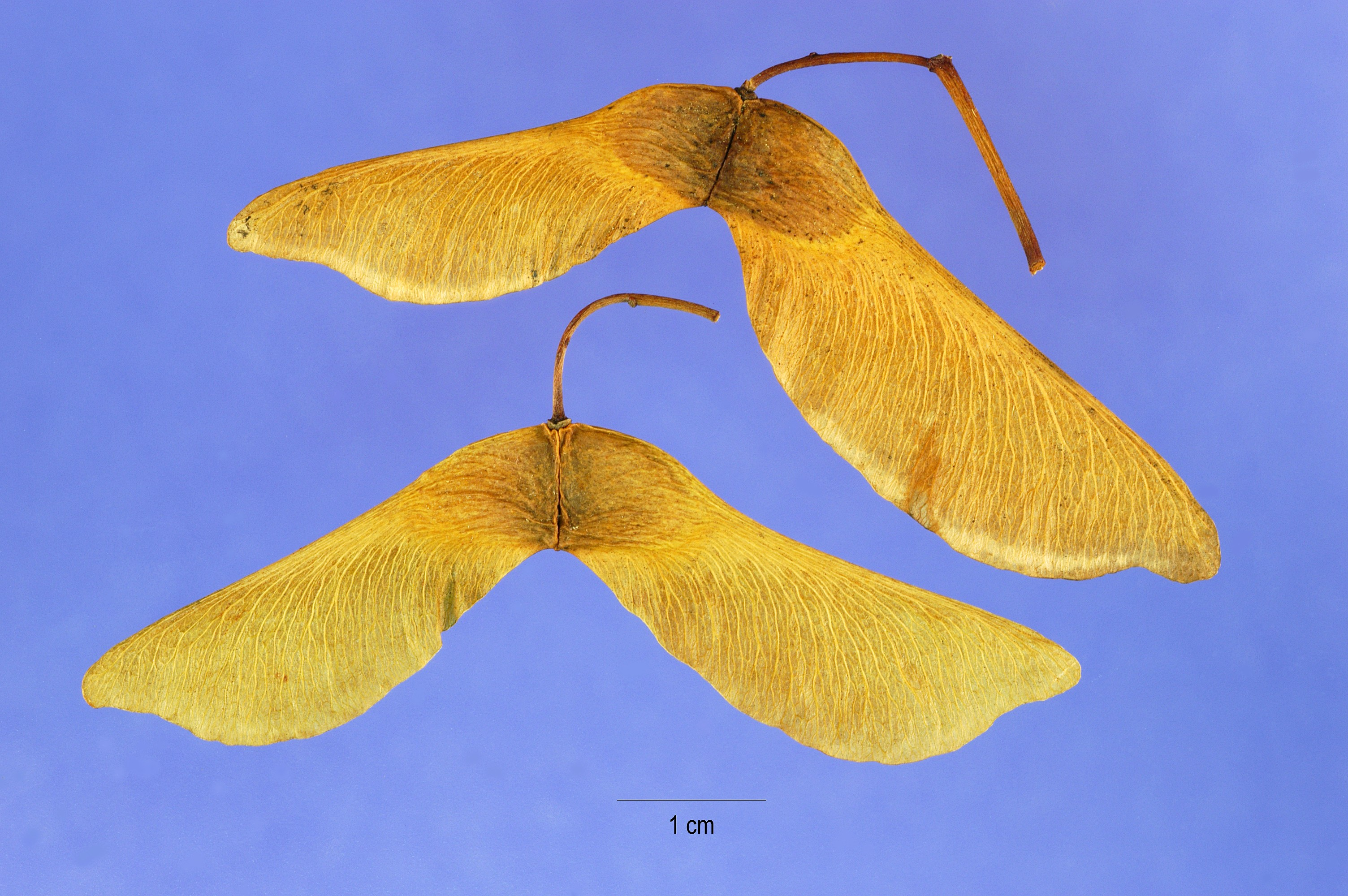
Früchte
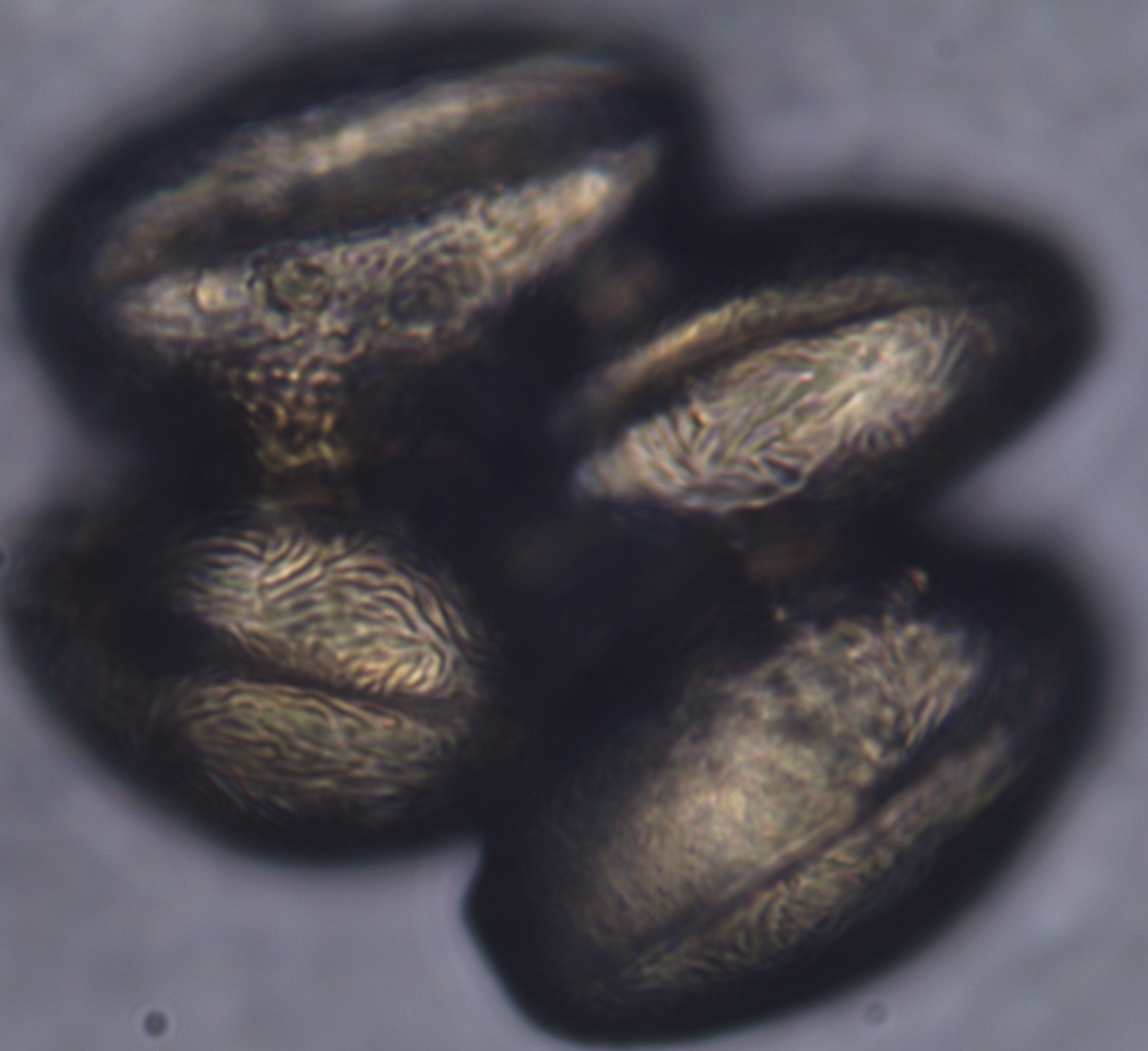
Pollen des Spitz-Ahorns (400×)

## Ökologie und Phänologie
Die Blütezeit reicht von April bis Mai und beginnt schon vor dem Austrieb der Laubblätter.
Die Bestäubung erfolgt durch Bienen, Hummeln und andere Insekten.

Verbreitung des Spitzahorns
Natürliche Verbreitung× Isolierte Populationen
▲ Eingeführte und verwilderte Vorkommen (synanthrop)

## Vorkommen
Der Spitzahorn ist über weite Teile Europas verbreitet. Er reicht nach Norden bis Mittelschweden und Südfinnland und ist im Osten bis zum Ural verbreitet. Von den europäischen Ahornarten ist er diejenige, dessen natürliche Vorkommen am weitesten nach Norden reichen. Seine Westgrenze verläuft am westlichen Rand Mitteleuropas. Er fehlt also in Teilen Nordwestdeutschlands und im Großteil Frankreichs. Im Süden kommt der Spitzahorn in den Gebirgen vor, in den Pyrenäen, im Apennin, in den Gebirgen Griechenlands und Kleinasiens sowie im Kaukasus.
Der Spitzahorn wächst im gemäßigt kontinentalen Klima. Er ist ein Baum der Ebene, des Hügellandes und des niedrigen Berglandes. In den Nordalpen steigt er bis in Höhenlagen von etwa 1000 Metern, im Unterwallis kommt er aber auch bis etwa 1620 Metern vor. In den Allgäuer Alpen steigt er im Tiroler Teil am Wasserschnallengräble gegen Schindtal bei Nesselwängle bis zu einer Höhenlage von 1460 Metern auf.
Die ökologischen Zeigerwerte nach Landolt et al. 2010 sind in der Schweiz: Feuchtezahl F = 3 (mäßig feucht), Lichtzahl L = 2 (schattig), Reaktionszahl R = 4 (neutral bis basisch), Temperaturzahl T = 4 (kollin), Nährstoffzahl N = 3 (mäßig nährstoffarm bis mäßig nährstoffreich), Kontinentalitätszahl K = 3 (subozeanisch bis subkontinental).
Acer platanoides wanderte nach der Eiszeit mit dem Eichen-Mischwald zurück. Auch heute noch findet man ihn am häufigsten in ganz ähnlich zusammengesetzten Laubmischwäldern aus Linden, Esche, Stiel-Eiche und Berg-Ulme. Solche Wälder findet man in Mitteleuropa vor allem in Schluchten und an steilen Grabeneingängen. Der Spitzahorn kommt aber als Mischbaumart auch in anderen Typen von Laubwäldern vor. Häufig trifft man ihn auch an Waldrändern und (wenn auch nicht so häufig) in Hecken an. Acer platanoides ist in Mitteleuropa eine schwache Charakterart des Aceri-Tilietum, kommt aber auch in anderen Pflanzengesellschaften des Verbands Tilio-Acerion oder der Ordnung Fagetalia vor.

## Systematik
Die Erstveröffentlichung von Acer platanoides erfolgte 1753 durch Carl von Linné in Species Plantarum, Tomus II, S. 1055.
Innerhalb der Gattung Acer wird Acer platanoides in die Sektion Platanoidea Pax eingeordnet, zu der auch der ebenfalls in Mitteleuropa heimische Feldahorn (Acer campestre) und der Kolchische Ahorn (Acer cappadocicum) mit der im südlichen Italien vorkommenden Unterart des  Kalabrischen Ahorns (Acer cappadocicum subsp. lobelii) gehören.

## Forstwirtschaft und Nutzung
Als Halbschattenbaumart ist der Spitzahorn waldbaulich vielseitig und mischungsfähig verwendbar. Er findet zunehmend Beachtung im Waldbau. Vor dem Hintergrund zunehmend trockener Sommer infolge des Klimawandels wird der Spitzahorn als geeigneter Baum angesehen für trockene und sehr trockene Standorte. Für nasse bis frische Standorte ist er hingegen nicht geeignet.
Das Holz des Spitzahorns wird insgesamt für ähnliche Nutzungen gewählt wie der Bergahorn. Spitzahorn wird eher bevorzugt, wenn es um Festigkeit und Robustheit geht, während der Bergahorn eher für ästhetische Anwendungen gewählt wird. Aus dem Holz werden u. a. Werkzeuge, Stiele, Hobelkästen, Werkzeugbänke, Bögen sowie Gewehrschäfte, Spazierstöcke oder Schlittenkufen gefertigt. Früher wurde aus den Blättern mitunter sogar Salat hergestellt, weshalb der Spitzahorn auch Salatbaum genannt wurde. Auch als Viehfutter wurde das Laub früher verwendet. Die gut zersetzbare Laubstreu ist bodenpfleglich.
Im Frühjahr wird Spitz-Ahorn während der Blüte von Bienen beflogen. Sie liefert Nahrung in Form von Nektar und Pollen, bevor die Obstbäume zu blühen beginnen.

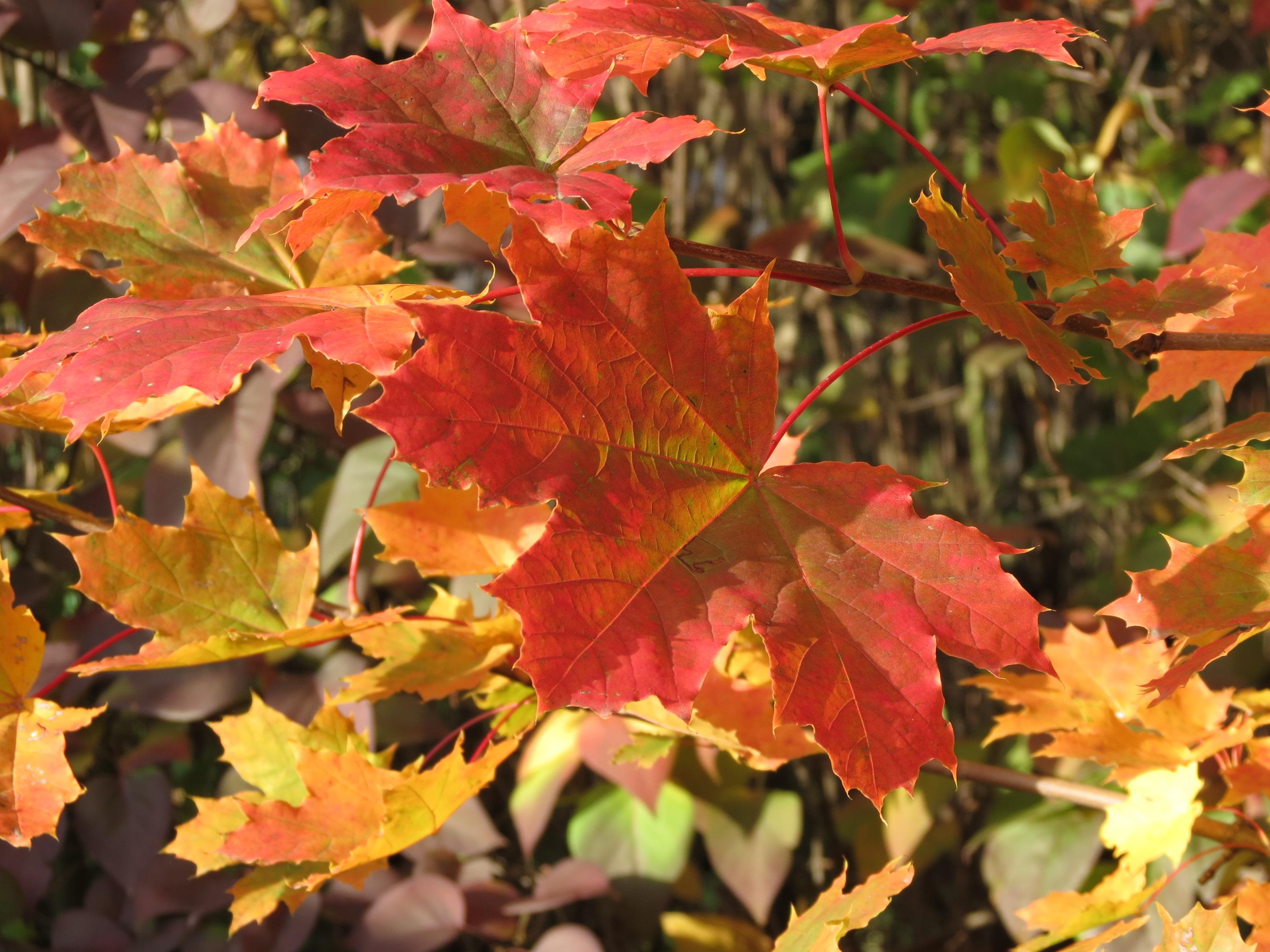
Herbstfärbung

## Landschaftsgestaltung
Aufgrund seiner Widerstandsfähigkeit gegen Industriebelastung wird er gerne im Stadtbereich zur Begrünung verwendet. Garten- und Parkgestalter haben sich des Spitzahorns besonders angenommen. Es gibt eine Fülle verschiedenartiger Formen. Beliebt sind rotblättrige Züchtungen. In Parks werden gern Zierformen verwendet. Alleen aus Spitzahorn sind häufig: im Frühjahr schmücken sie sich noch vor Laubaustrieb mit einer Vielzahl gelbgrüner Blüten, im Herbst mit den von der Spitze zum Kronenansatz fortschreitenden Gelb- und Orangefärbung. An Waldrändern gilt der Spitzahorn als landschaftspflegliche Baumart.

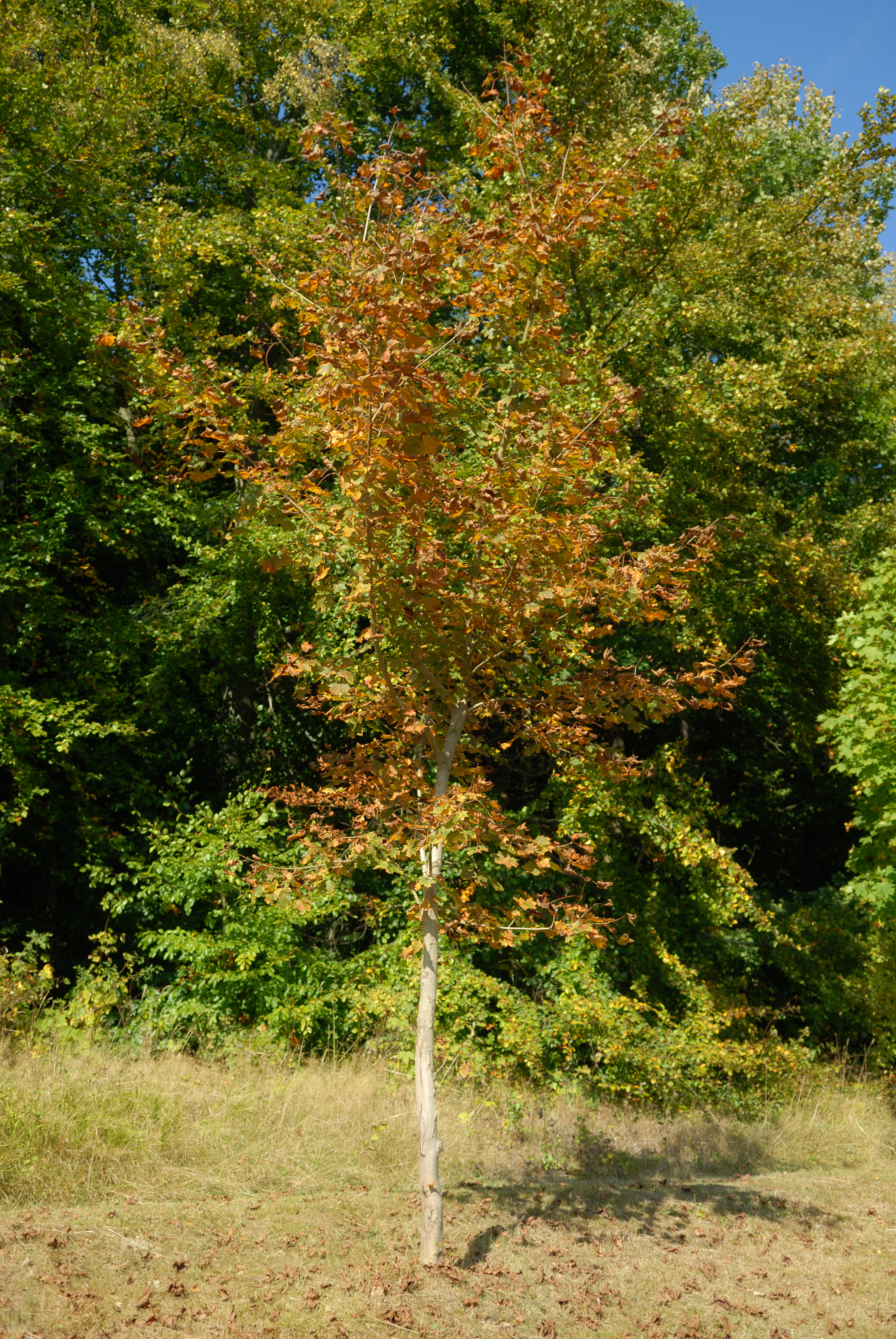
Junger Baum der Zuchtform 'Schwedleri'

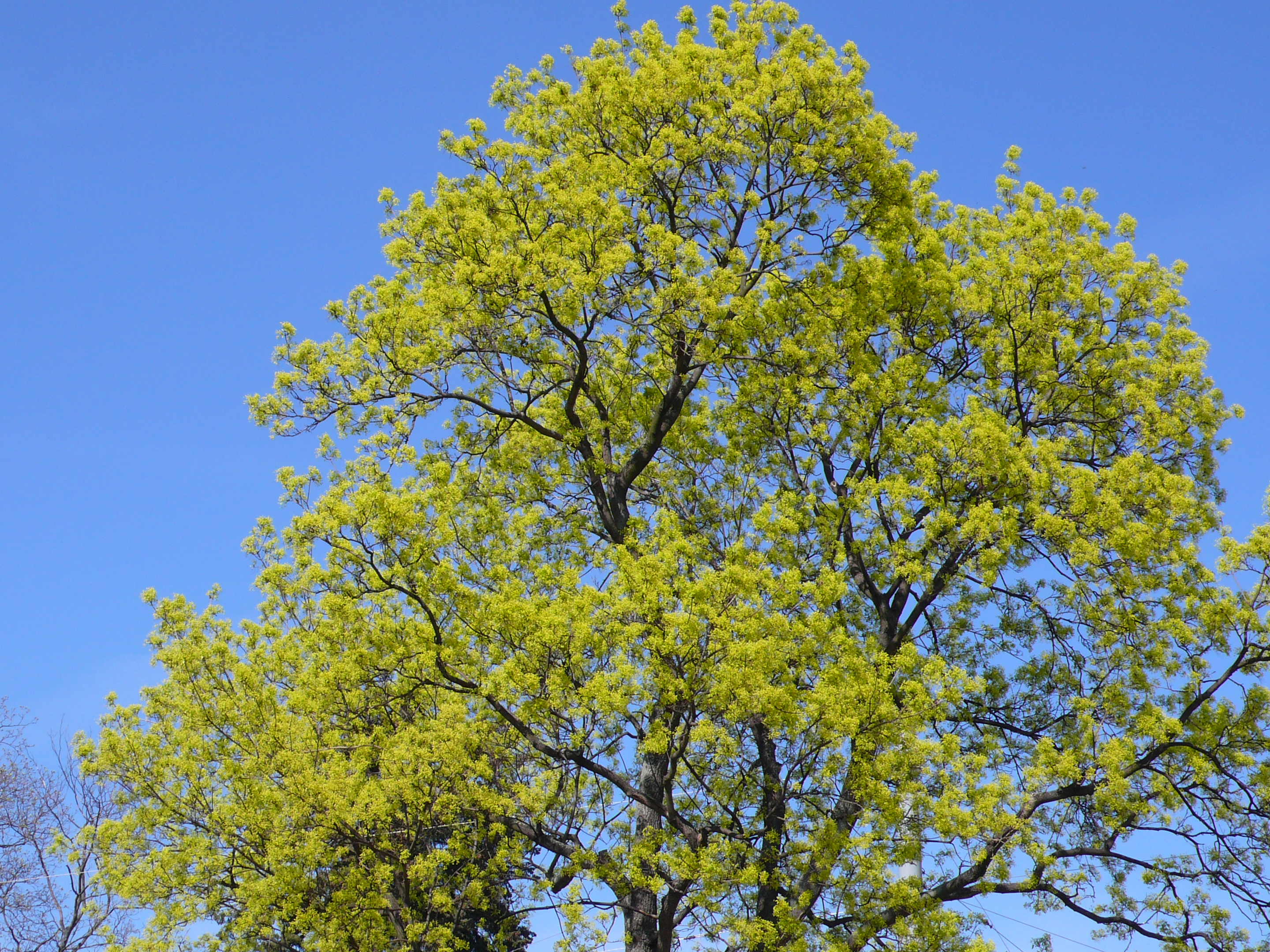
Spitzahorn in Blüte

### Zuchtformen
Vom Spitzahorn sind viele Zuchtformen bekannt. Hier eine Auswahl:
- 'Almira': Diese seit 1955 entstandene Form hat einen kompakten Wuchs, sie wächst stärker als 'Globosum' und wird bis zu 7,5 Meter hoch.[17]
- 'Crimson King': Diese schwachwüchsige, bis zu 15 Meter hohe Form ist in Frankreich 1946 gezüchtet worden. Sie hat rote Blätter, die allerdings nicht ganz so dunkel wie die von 'Faassen’s Black' sind; die Blattfarbe ist leuchtend blutrot. Die jüngsten Blätter sind dunkel braunrot und runzelig.[17]
- ‘Cucullatum’: Diese vor 1880 entstandene Form hat einen hohen, schmalen Wuchs und wird bis 23 Meter hoch. Die Blätter sind im Umriss rundlich und 12 cm lang sowie 13 cm breit; die Lappen sind klein und nach unten gebogen.
- 'Drummondii' (auch Drummonds Spitzahorn genannt)[18]: Diese 1903 in England entstandene, bis zu 15 Meter hohe Form hat hellgrüne Blätter, die breit weiß gerandet und gefleckt sind. Die Krone ist kugelig.[17]
- 'Faassen’s Black': Diese 1936 in Belgien gefundene, bis zu 15 Meter hohe Form hat dunkel purpurbraune, teilweise fast schwarze Blätter, die auf der Oberseite glänzen. Die Herbstfärbung ist auffallend rot; die Blütenstände und Fruchtstiele sind auch ganz rot; die Petalen sind gelbgrün.[17]
- 'Globosum' (auch Kugelahorn genannt):[18] Die 1873 entstandene Sorte hat eine sehr dichte verzweigte, kugelige 5 bis 8 Meter breite Krone, wird meist als Hochstamm veredelt und bis zu 6 Meter hoch.[19]
- 'Laciniatum': Diese 1781 entstandene Form wird auch als „Vogelkrallen-Ahorn“ bezeichnet. Sie wächst pyramidenförmig. Die Blätter sind breit keilförmig mit tief eingeschnittenen Lappen. Sie sind sehr lang und spitz gezähnt; Blattrand und Lappen sind „krallenartig“ nach unten gekrümmt.
- 'Lorbergii': Diese seit 1829 bekannte Form ist starkwüchsig; die Zweige sind hin- und hergewunden. Die hellgrünen Blätter sind bis zur Basis eingeschnitten und sind bis 10 cm lang sowie 17 cm breit. Die Lappen sind sehr tief gezähnt.
- 'Reitenbachii': Diese Form ist vor 1874 in Deutschland entstanden. Der Austrieb ist braunrot; im Sommer werden die Blätter stärker grün als bei 'Schwedleri'. Die Herbstfärbung ist tief dunkelrot. Mittlerweile kaum mehr in Kultur, da es rotere Formen gibt.
- 'Schwedleri': Diese vor 1869 in Deutschland entstandene, bis 20 Meter hohe Form wurde früher häufig gepflanzt. Der Austrieb hat blutrot gefärbte Blätter; im Laufe des Sommers werden die Blätter dunkelrotgrün bis olivgrün; Blattstiel und Blattadern bleiben rot. Das Herbstlaub ist rot getönt. Mittlerweile kaum mehr in Kultur, da es rotere Formen gibt.[17]
- 'Stollii': Diese Form ist 1888 als Sämling von 'Schwedleri' bei Späth in Berlin entstanden. Die Blätter sind meist dreilappig und efeuartig. Sie sind dunkelgrün und derb. Oft sind sie auch tütenförmig und sind bis zu 20 cm lang sowie 18 cm breit.

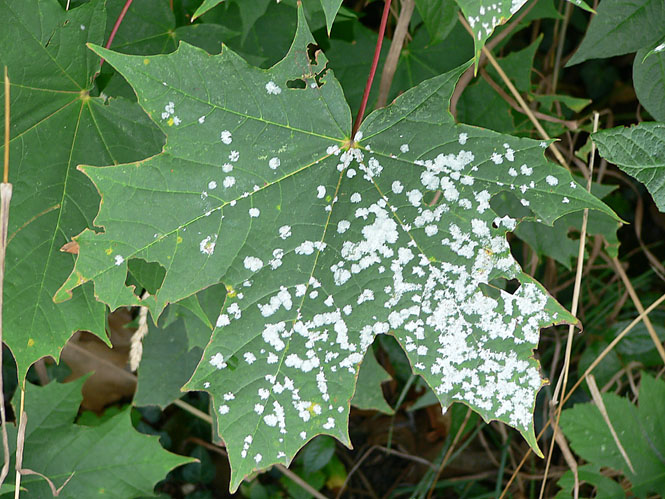
Laubblatt des Spitzahorns mit Uncinula tulasnei

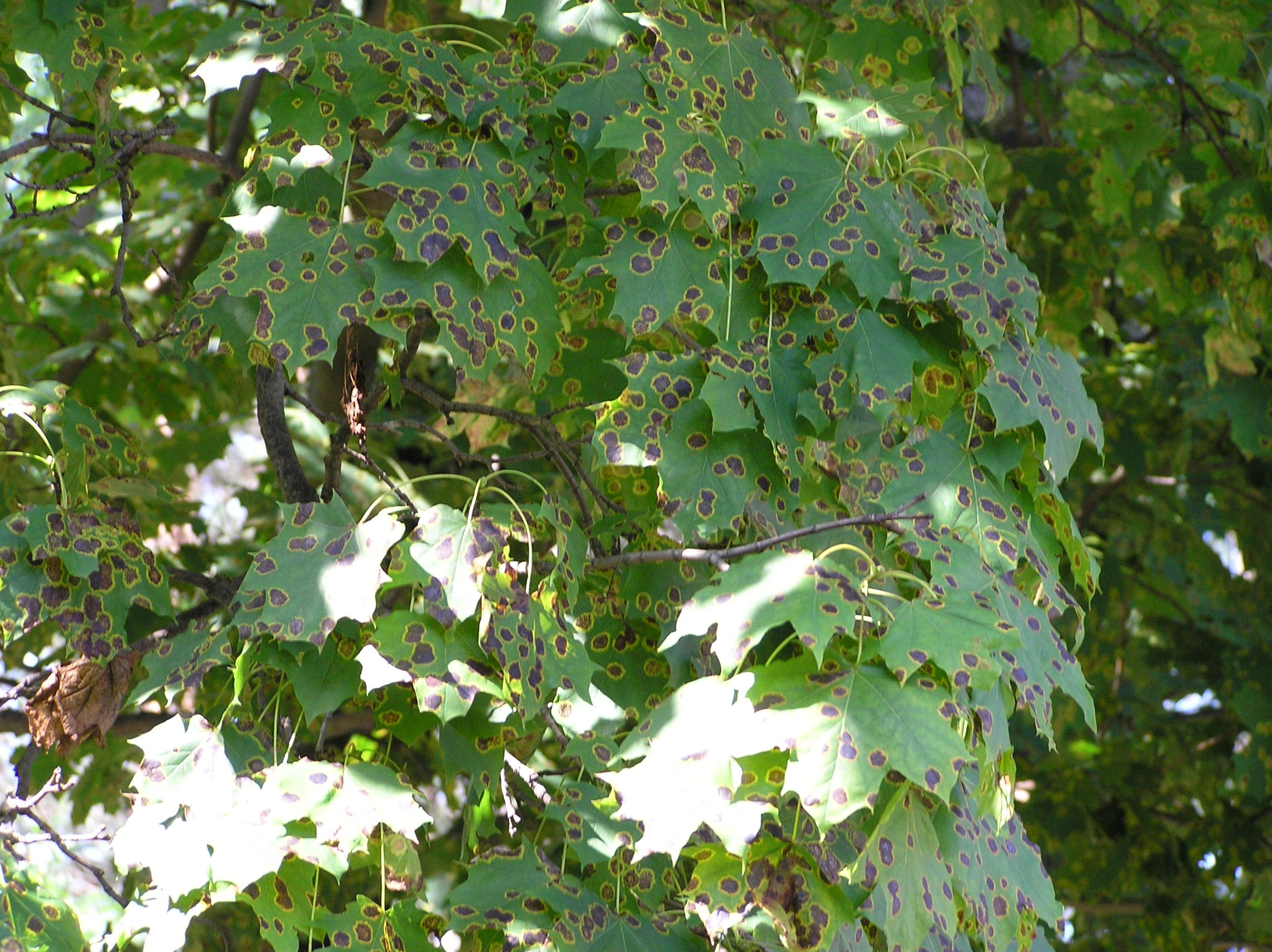
Blätter des Spitzahorns mit der Teerfleckenkrankheit (Rhytisma acerinum)

## Krankheiten
Eine besonders in Stadtgebieten häufig zu beobachtende Erkrankung ist der Befall mit Uncinula tulasnei, einer für den Spitzahorn spezifischen Art des Echten Mehltaus, die zwar optisch auffallend ist, den Baum aber nicht wesentlich beeinträchtigt. Ebenfalls häufig zu beobachten ist der Befall des Spitzahorns mit der Teerfleckenkrankheit oder Ahorn-Runzelschorf (Rhytisma acerinum).